# Volkskammer

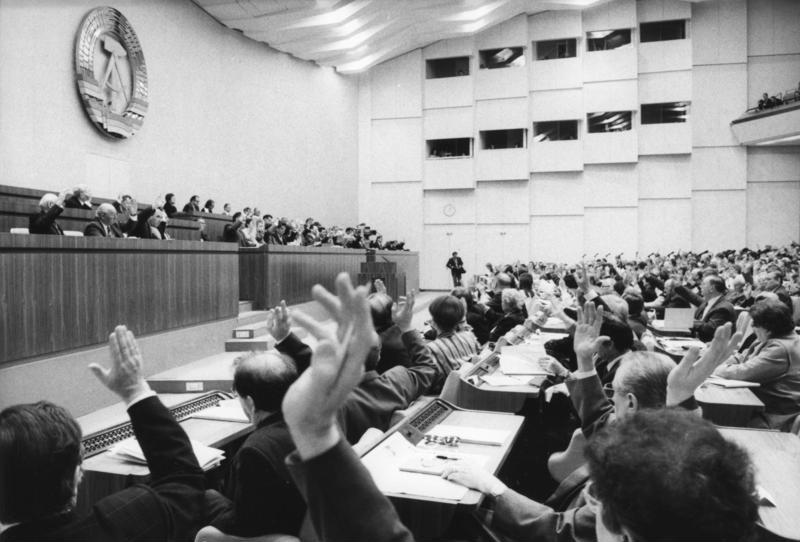
Volkskammer i Palast der Republik 1990.

Volkskammer var det tidigare Östtysklands parlament från oktober 1949 till oktober 1989 och var beläget i Palast der Republik.

## 1949-1990
Officiellt låg den högsta makten i Östtyskland hos Volkskammer. Den hade 500 ledamöter, som valdes för en tid av fem år. Folkkammaren utsåg landets regering, ministerrådet (Ministerrat) som bestod av 16 medlemmar, därav 9 ministrar, 6 vice ordförande och så dess chef med titeln ministerpresident. Volkskammer utsåg även statsrådet, med 24 medlemmar, vars ordförande fungerade som landets statschef efter 1960, då landets förste president Wilhelm Pieck avled. Denna roll sammanföll ofta med rollen som SED:s generalsekreterare, vilken i praktiken drog upp riktlinjerna för landets politik. Den Nationella fronten var landets enhetliga vallista. På denna sammanfördes alla de fem legitima partiernas kandidater under SED:s dominans, vilket innebar att socialistiska kandidater i realiteten fick en majoritet av platserna i parlamentet. 
I Volkskammer fastställdes inriktningen av Östtysklands politik på alla väsentliga områden. Volkskammer hade högsta ansvaret för utrikes- och försvarspolitiken, den handhade lagstiftningen och den ekonomiska politiken (planhushållningen), och den utsåg ledamöterna i sina speciella organ, statsrådet och ministerrådet. Den utsåg också ordföranden i nationella försvarsrådet, ledamöterna av högsta domstolen och högsta statsåklagaren. Volkskammer hade en arbetande församling, bestående av 15 utskott. Dessas huvuduppgift var att delta i förarbetet till lagförslagen och att ha fortlöpande kontroll över lagarnas genomförande och tillämpning. I sista hand hade dock Tysklands socialistiska enhetsparti (SED) makten och ledde utvecklingen i Östtyskland.
I valet 1986 röstade enligt statliga siffror 99,94 % av de deltagande på Nationella frontens enhetslista, vilken var den enda lagliga, och vars sammansättning därmed smälte samman med parlamentets. Valdeltagandet var enligt uppgifter 99,74 %. Sammanlagt gav denna sammansättning SED 276 av 500 mandat i folkkammaren. Vallistans sammansättning bestämdes av SED:s centralkommitté, politbyrån, i samarbete med de övriga partiernas ledningar. I realiteten dominerades all politisk verksamhet inom Nationella fronten och därmed också inom DDR av SED:s generalsekreterare. Politisk verksamhet utanför dessa partier och organisationer var inte tillåten. Ingen ledamot i Volkskammer röstade någonsin emot ett förslag, förutom 1972 då några ur det Kristdemokratiska stödpartiet röstade emot en legalisering av abort. Detta var dock iscensatt av regimen.

### Folkkammarens sammansättning 1986-1990
Nationella frontens enhetslista bestod alltid av ett visst antal ledamöter från varje parti. I valet 1986 innebar detta följande sammansättning:
- Tysklands Socialistiska Enhetsparti – 127 ledamöter
- Tysklands Demokratiska Bondeparti – 52 ledamöter
- Tysklands Liberaldemokratiska Parti – 52 ledamöter
- Christlich-Demokratische Union Deutschlands (DDR) – 52 ledamöter
- National-Demokratische Partei Deutschlands – 52 ledamöter
- Statligt kontrollerade fackföreningar, främst FDGB – 165 ledamöter

Av dessa var tolv partilösa, övriga tillhörde:
- Tysklands Socialistiska Enhetsparti – 149 ledamöter
- Christlich-Demokratische Union Deutschlands (DDR) – två kristdemokrater
- Tysklands Liberaldemokratiska Parti – en ledamot
- National-Demokratische Partei Deutschlands – en ledamot

## Östtysklands upplösning
Efter den demokratiska omvälvningen i Östtyskland hösten 1989 och Berlinmurens fall, kom partierna i Volkskammer att börja agera som riktiga politiska partier som inte bara följde regeringslinjen. I början av 1990 hölls ett demokratiskt val till Volkskammer och därefter röstade Volkskammer för att Östtyskland skulle anslutas till Västtyskland. Därmed kunde Tysklands återförening förverkligas hösten 1990 och 144 av Volkskammers ledamöter förenades med en utökad Bundestag.